# Радзивилл, Эдмунд (депутат рейхстага)
Князь Эдмунд Мария Радзивилл (6 сентября 1842, Теплице — 9 августа 1895, Бойрон) — польский аристократ, священник, депутат германского рейхстага, публицист.

## Биография
Представитель польского княжеского рода Радзивиллов герба «Трубы». Четвертый сын прусского генерала, князя Богуслава Фредерика Радзивилла (1809—1873), и чешской княгини Леонтины Габриэлы Клари-Альдринген (1811—1890). Младший брат князя Фердинанда Радзивилла.
В 1867 году князь был рукоположен в священники. В 1871—1873 годах учился религии в Королевской Католической Гимназии в Оструве-Велькопольском. Был отправлен в ссылку за отказ преподавать на немецком языке. В 1881—1886 годах — настоятель острувского прихода св. Станислава.
Представлял поляков в немецком рейхстаге. Принадлежал к католической партии Центра. Носил титулы почётного кавалера Мальтийского ордена и домашнего прелата понтифика.
Эдмунд Радзивилл доставил заключенному в острувскую тюрьму архиепископу Мечиславу Ледуховскому назначение на должность кардинала.
Опубликовал «Die kirchliche Autoritat und das Moderne Bewusstsein» («Церковный авторитет и современное сознание») (1872), работы об отношениях между церковью и государством, Культуркампф.